# Elisabeth Franziska von Österreich-Toskana

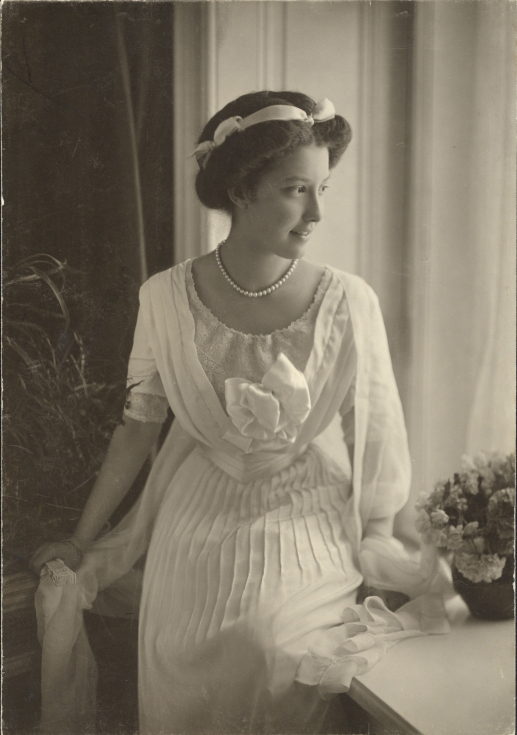
Erzherzogin Elisabeth Franziska, 1914

Elisabeth Franziska Maria Karolina Ignatia, verheiratete Elisabeth Gräfin von Waldburg zu Zeil und Hohenems, (* 27. Jänner 1892 in Wien; † 29. Jänner 1930 in Schloss Syrgenstein) war eine geborene Erzherzogin von Österreich und Prinzessin von Toskana.

## Leben

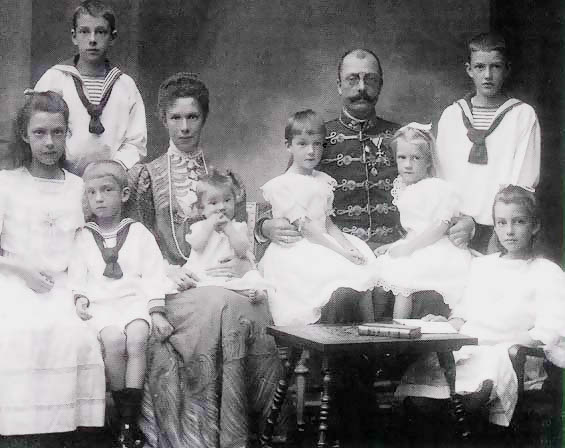
Elisabeth Franziska (links) mit Eltern und Geschwistern (um 1905)

Elisabeth Franziska, genannt Ella, war die erstgeborene Tochter des Erzherzogs Franz Salvator von Österreich-Toskana und der Erzherzogin Marie Valerie von Österreich. Somit war sie eine Enkelin von Kaiser Franz Joseph und Sisi, der Kaiserin Elisabeth von Österreich, welche auch ihre Taufpatin war. Ihre Erzieherin war Elsa Köhler. Ab dem Schuljahr 1903/04 besuchten sie und ihr Bruder Franz Karl als Privatisten das Schottengymnasium in Wien.
Im Januar 1911 nahm Ella an ihrem ersten Hofball teil.
Elisabeth Franziska verlobte sich am 8. April 1912 mit Graf Georg von Waldburg zu Zeil und Hohenems (1878–1955), den sie am 19. September 1912 in Niederwallsee heiratete. Seit ihrer Vermählung bis zum Tod hatte sie in Schloss Syrgenstein im Allgäu ihren Wohnsitz, wo sie sich zeitweise auch als Malerin betätigte. Sie starb mit 38 Jahren an einer Lungenentzündung. Begraben wurde sie in Maria Thann im Allgäu. Am 29. Dezember 1931 heiratete ihr verwitweter Ehemann Georg ihre Schwester Gertrud.

## Wissenswertes
In der 33.000 Einzelobjekte umfassenden Sammlung des Journalisten und Monarchisten Raoul Korty (1889–1944), welche  2005 von der ÖNB restituiert und auf Wunsch der Eigentümerin von der Österreichischen Nationalbibliothek angekauft wurde, finden sich zahlreiche Fotografien der kaiserlichen Familie und damit auch von Elisabeth Franziska. Die Sammlung wurde im April 2008 unter dem Titel Zur Erinnerung an schönere Zeiten – Bilder aus der versunkenen Welt des jüdischen Sammlers Raoul Korty im Prunksaal der Österreichischen Nationalbibliothek gezeigt. Darunter befand sich auch ein Foto ihres Großvaters mit Elisabeth Franziska. Auf der Webseite Royal magazin wird erwähnt, dass ein Diadem von Marie Valerie von Österreich später einmal von Elisabeth Franziska getragen wurde. Ihre Kinder standen im Jahr 1961 auf den Plätzen 1057 bis 1060 einer hypothetischen britischen Thronfolge, die den Ausschluss von Katholiken, wie er im Act of Settlement festgelegt wurde, ignoriert.
2008 wurden im Wiener Dorotheum zwei Telegramme von Kaiserin Elisabeth zu einem Rufpreis von je 800 € versteigert, eines davon wurde 1896 an die damals fünfjährige Erzherzogin Elisabeth Franziska geschickt: S.A.I.R. l’Archiduchess Ella, Wallsee, Amstetten, Autriche. God bless you. With many kisses your loving Omama.
Ella wurde zeitweise als die hübscheste oder eine der hübschesten Enkelinnen der Kaiserin Elisabeth bezeichnet. Als Aussteuer bekam sie eine Reisetoilettengarnitur geschenkt. Die darin enthaltenen Silberteile stammten vom Hoflieferanten Josef Carl Klinkosch, die Glasobjekte wurden von J. & L. Lobmeyr gefertigt.

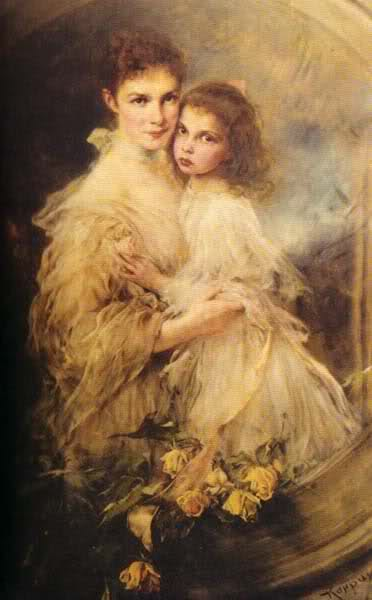
Erzherzogin Marie Valerie mit ihrer Tochter Ella, gemalt von Josef Arpád Koppay 1898. (Ausschnitt)
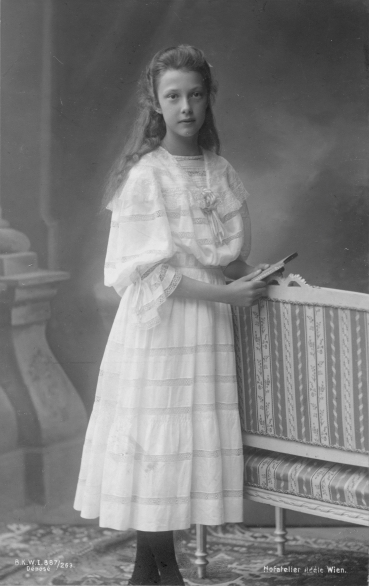
Elisabeth Franziska auf einem Postkartenfoto, ca. 1905
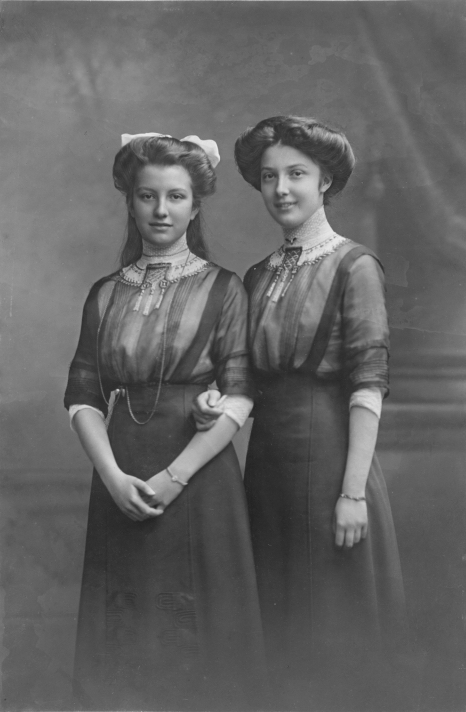
Die Erzherzoginnen Ella und Hedwig von Österreich-Toskana (1912)
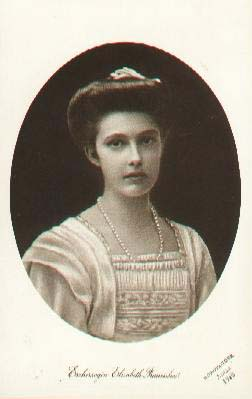
Erzherzogin Elisabeth Franziska (um 1910)
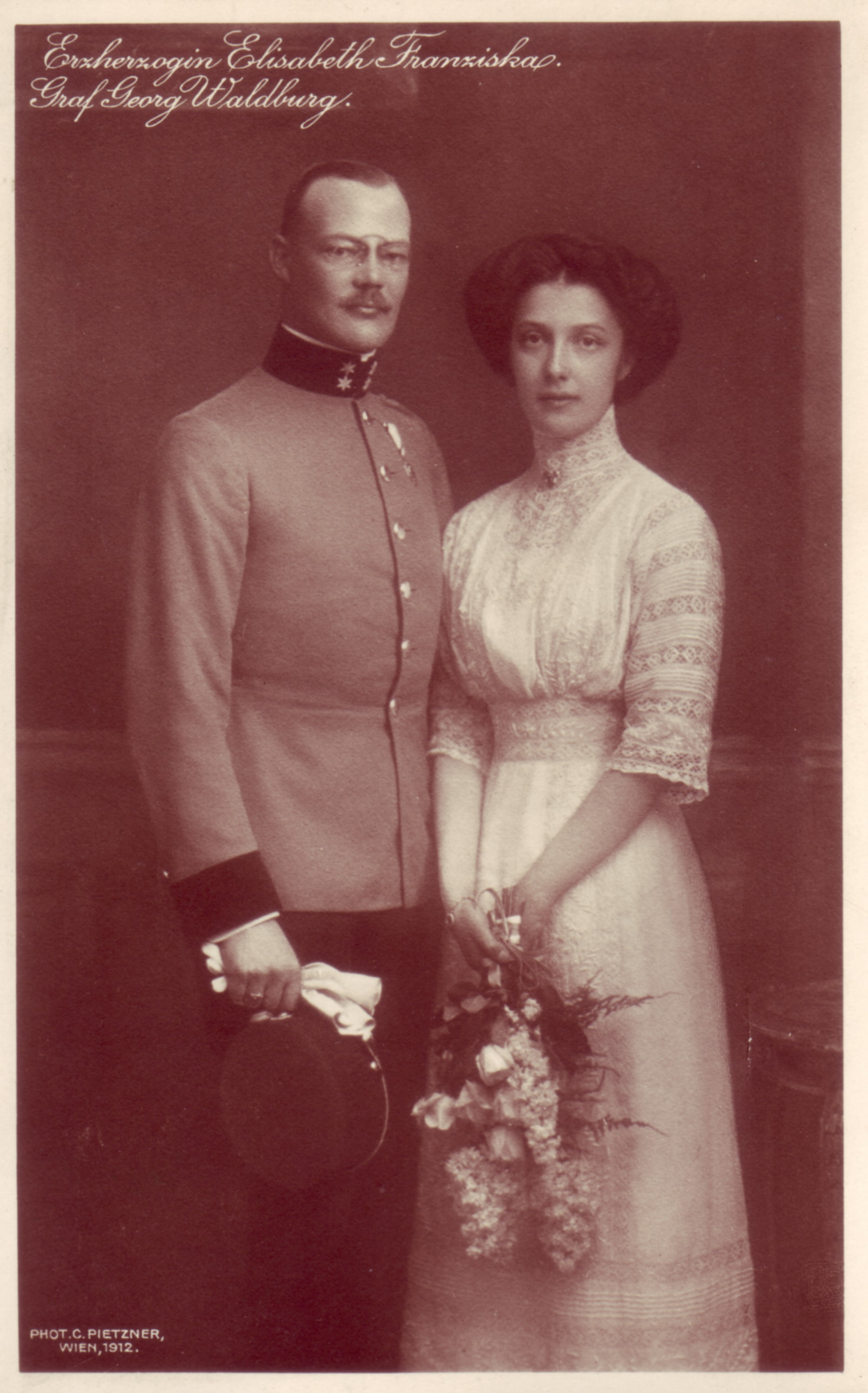
Verlobungsfoto von Erzherzogin Elisabeth Franziska und Graf Georg von Waldburg-Zeil-Hohenems 1912

## Nachkommen
- Marie Valerie Waldburg-Zeil (* 28. Juni 1913 in Schloss Wallsee; † 8. Juli 2011) ⚭ Georg von Österreich-Toskana (1905–1952)
- Klementine Waldburg-Zeil (* 5. Oktober 1914 in Schloss Wallsee; † 24. September 1941 in Syrgenstein)
- Elisabeth Waldburg-Zeil (* 23. Februar 1917 in Schloss Wallsee; † 18. Juni 1979 in Salzburg)
- Franz Josef Waldburg-Zeil (* 7. März 1927 in Chur; † 31. August 2022 in Hohenems) ⚭ Priscilla Gräfin von Schönborn-Wiesentheid (1934–2019)

## Presseberichte
- Marie Valerie mit ihren acht Kindern auf dem Titelblatt. In: Sport & Salon, 16. September 1905, S. 1 (online bei ANNO).
- Ella am Titelblatt anlässlich ihres Debuts am Hofball. In: Sport & Salon, 28. Jänner 1911, S. 1 (online bei ANNO).
- Ella und Hedwig auf dem Titelblatt. In: Sport & Salon, 16. März 1912, S. 1 (online bei ANNO).
- Ella mit ihrem Verlobten Graf Georg von Waldburg-Zeil-Lustenau-Hohenems auf dem Titelblatt. In: Sport & Salon, 25. Mai 1912, S. 1 (online bei ANNO).
- Ella mit ihren Töchtern Marie und Klementine auf dem Titelblatt, anlässlich des vierten Hochzeitstages. In: Sport & Salon, 30. September 1916, S. 1 (online bei ANNO).
- Hochzeit von Ellas Schwester Hedwig auf Schloss Wallsee, Ella in der ersten Reihe stehend. In: Sport & Salon, 5. Mai 1918, S. 1 (online bei ANNO).
- Nachruf. In: Reichspost, 30. Jänner 1930, S. 6 (online bei ANNO).
- Nachruf. In: Vorarlberger Tagblatt, 31. Jänner 1930, S. 6 (online bei ANNO).